# Guatteria collina
Guatteria collina este o specie de plante angiosperme din genul Guatteria, familia Annonaceae, descrisă de Robert Elias Fries. Conform Catalogue of Life specia Guatteria collina nu are subspecii cunoscute.